# Lingua romanza di Pannonia
Romanzo di Pannonia era una lingua neolatina molto probabilmente usata nell'antica Pannonia dopo il crollo dell'Impero Romano d'Occidente. Si estinse all'incirca ai tempi di Carlo Magno.

## Caratteristiche

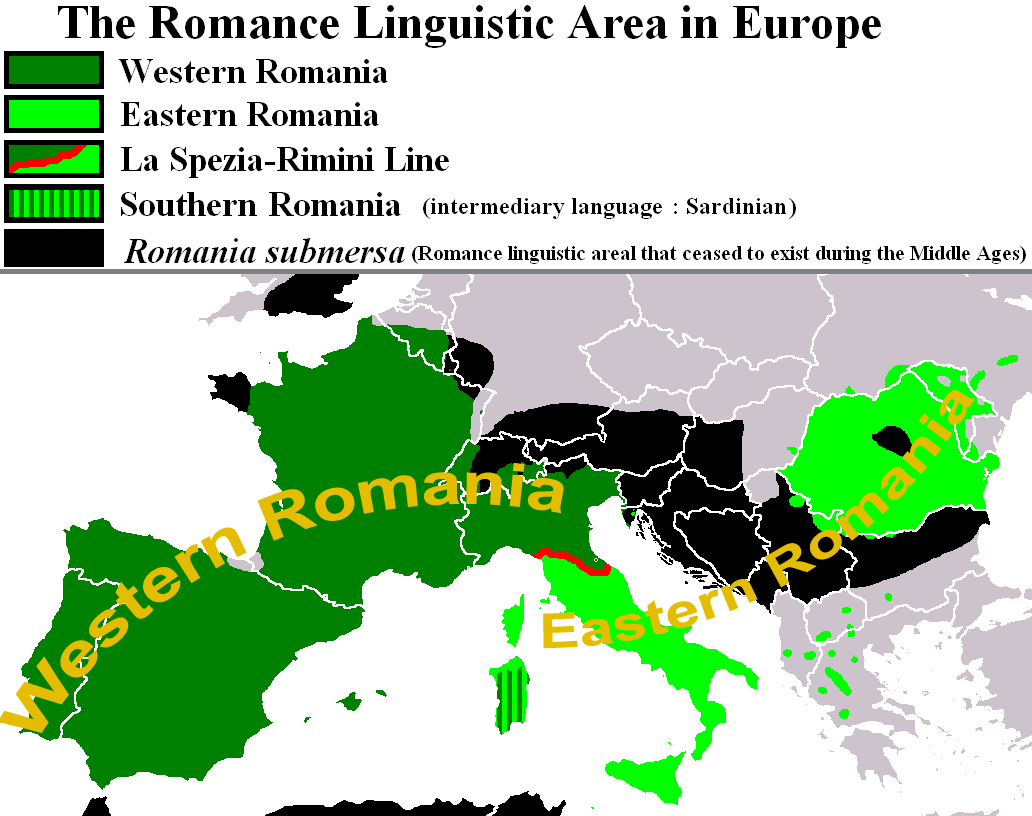
Mappa dove in nero viene evidenziata la "Romania submersa", ossia le regioni dell'Impero Romano dove il neolatino è scomparso dopo alcuni secoli, mostrando anche l'area ungherese

Il "Romanzo di Pannonia" (detto anche lingua pannonica) è una lingua romanza estinta come il Romanzo d'Africa e il Romanzo britannico che si sviluppò nella provincia romana della Pannonia probabilmente dal quinto al nono/decimo secolo.
(András Mócsy)

## Lingue collegate

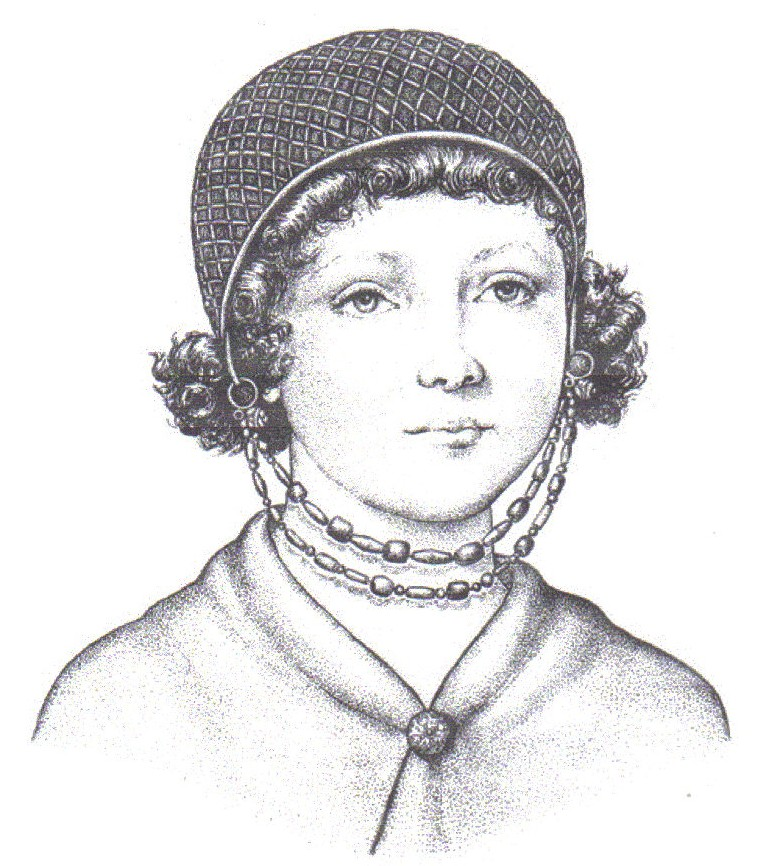
Immagine di una ragazza pannono-romana del VI secolo, con ornamenti della Cultura di Keszthely

La lingua romanza pannonica viene considerata generalmente una lingua romanza caratterizzata da un sostrato sostanzialmente celtico e illirico, al pari dunque di altri due proto-volgari latini della cosiddetta Romania submersa (lingua romanza britannica e lingua romanza della Mosella), collegabile con ogni probabilità alla lingua romanza parlata nelle province confinanti del Norico e della Retia, per via del sostrato comune afferente alle culture celtiche di Hallstatt e La Tène precedente all'epoca romana, e riconducibile dunque alle odierne lingue retoromanze. Del resto da ritrovamenti recenti risulta essere stata presente nell'area di Salisburgo una comunità romanza dedita allo sfruttamento del sale nell'area occidentale dell'attuale Austria dal sesto secolo e fino al mille all'incirca.
(Edoardo Martinengo)
C'è chi, invece, è maggiormente propenso a ricollegarlo ai vernacoli parlati dalle popolazioni illiriche e traci romanizzate della regione, come il linguista italiano Carlo Tagliavini, che tendeva ad accorparla al gruppo delle lingue romanze balcaniche, evidenziandovi in particolar modo un sostrato trace, oppure l'austriaco Julius Pokorny, che vi indicava invece un sostrato illirico, a partire dal nome stesso di Pannonia (dall'illirico, rifacendosi alla radice indoeuropea pen, che significa "palude, acquitrino", in riferimento alle zone paludose del Danubio nella pianura pannonica).

## Storia

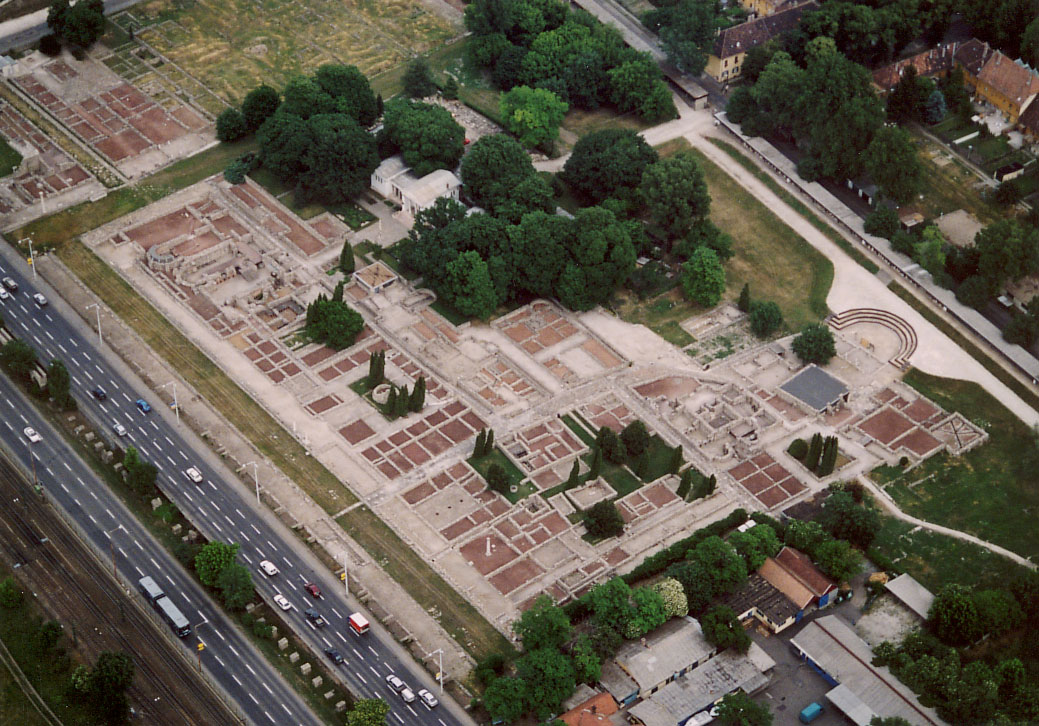
Resti di Aquincum (Budapest)

Con la caduta dell'Impero romano d'Occidente la Pannonia fu devastata dalle invasioni barbariche, a cominciare da quelle di Attila che spopolarono la fertile pianura del Danubio intorno alle colonie romane di Aquincum (attuale Budapest), Savaria (sulla via dell'ambra) e Sopiana (Pecs).
Dopo l'arrivo degli Avari nella pianura pannonica, nel VI secolo rimasero solo piccoli nuclei di popolazioni di lingua latina, concentrati in luoghi fortificati intorno al lago Balaton nell'attuale Ungheria occidentale. Questi nuclei erano ancora presenti nel nono secolo, secondo quanto scrive la linguista Roxana Curcă, quando arrivarono i Magiari nella pianura ungherese.
Le poche testimonianze di queste popolazioni ci vengono principalmente dalla Cultura di Keszthely, sviluppatasi in un castrum romano vicino all'antica città Valcum dove sono stati rinvenuti oggetti artigianali e necropoli del VI e VII secolo. Lo stesso nome Keszthely ha la stessa radice di castrum.
Altri luoghi abitati dalle popolazioni romanze dopo il V secolo sono le attuali città ungheresi Pécs, Tokod, Sopron, Szombathely, Dunaújváros, dove sono state trovate numerose reliquie cristiane con iscrizioni in latino.
La Cultura di Keszthely ci ha lasciato lavori artigianali di grande qualità, che servivano ai re ed all'aristocrazia dei dominatori Avari. Questa continuità di villaggi neolatini si nota nella toponimia dell'area di Keszthely-Fenékpuszta e del lago Balaton.
Il linguista ungherese Oswald Szemerényi scrisse che "l'organizzazione della chiesa cristiana si mantenne fino alla fine del settimo secolo in Pannonia, e dopo sopravvisse in semplici forme popolane". I Franchi di Carlo Magno, quando sconfissero gli Avari e conquistarono la Pannonia nel 796, vi trovarono dei preti cristiani che non avevano gerarchia ecclesiastica e che praticavano il cristianesimo usando un latino volgare.
Nel decimo secolo gli ultimi abitanti di lingua pannonica furono assimilati dai sopraggiunti popoli slavi e magiari, secondo lo storico Alexandru Magdearu nel suo Românii în opera Notarului Anonim. Questo storico inoltre vi afferma che: "Una migrazione dall'area del fiume Timok (Serbia) viene registrata nell'818. Si suppone che vi parteciparono anche delle popolazioni romene. Questo spiega la presenza di Romeni in Pannonia dal nono secolo, come una popolazione differente dai resti della locale popolazione romanica, la cui lingua pannonica scomparve nel decimo secolo".
Non ci restano tracce scritte della lingua pannonica, come nel caso del tracio romanizzato del secolo IV. Le uniche evidenze di questa lingua ci vengono dai toponimi (come Keszthely, che probabilmente viene dal pannonico "chestei").
Non bisogna confondere questa lingua romanza con una variante della lingua rutena, chiamata da alcuni linguisti slavi (come Mikola Kočiš) "lingua pannonica rutena".